# Drakelow
Drakelow – osada i civil parish w Anglii, w Derbyshire, w dystrykcie South Derbyshire. W 2011 roku civil parish liczyła 249 mieszkańców. Drakelow jest wspomniana w Domesday Book (1086) jako Drachelauue.